# Run for Cover Records

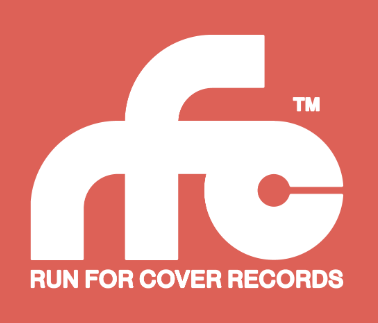
Logotipo del sello discográfico estadounidense Run for Cover Records

Run for Cover Records es un sello discográfico independiente proveniente de Estados Unidos con sede en Boston, Massachusetts. La etiqueta fue fundada por Jeff Casazza en 2004. La etiqueta se asoció con la rama australiana de Cooking Vinyl en mayo de 2015.